# Bormanico
În mitologia lusitană, Bormanico este zeul primăverii și al apelor termale.